# Ago Markvardt
Ago Markvardt, né le 11 août 1969 à Elva, est un coureur estonien du combiné nordique. Il représente l'Union soviétique à la fin des années 1980.
Il participe à trois éditions des Jeux olympiques et une édition des championnats du monde où il signe plusieurs places d'honneurs mais il ne remporte pas de médailles.
Il remporte deux courses de Coupe du Monde B ainsi que plusieurs éditions du championnat d'Estonie de combiné nordique.

## Biographie
Membre du club de ski de Nõmme, il fait ses débuts dans l'élite en décembre 1990 dans la Coupe du monde à Trondheim, où il marque directement ses premiers points avec le treizième rang.
Le meilleur résultat de sa carrière dans l'élite est sa quatrième place en individuel aux Championnats du monde 1997 à Trondheim. Cette performance améliore sa cinquième place au concours individuel des Jeux olympiques de Lillehammer en 1994, où il est également quatrième de la compétition par équipes avec Allar Levandi et Magnar Freimuth. Deux ans plus tard, il est 8e à Lahti dans la Coupe du monde, enregistrant son meilleur résultat dans la compétition, tandis que son meilleur classement général est 17e, rang obtenu lors de l'hiver 1993-1994. En 1994, il est choisi comme sportif estonien de l'année (en).
Il est le premier estonien à avoir remporté une victoire en Coupe du monde B, à Oberhof, le 7 janvier 1996. Il a réédité cette performance un mois plus tard, à Schonach.
Il conclut sa carrière internationale par une participation aux Jeux olympiques de Nagano en 1998.
Il a par ailleurs remporté la médaille de bronze lors de l'épreuve individuelle de l'édition 1989 des Championnats du monde junior de combiné nordique à Vang, en Norvège. Il a également remporté deux médailles de bronze par équipes lors de différentes éditions de ces championnats.
Il est triple champion d'Estonie d'hiver individuel de combiné nordique et a également remporté une fois l'épreuve par équipes de ce championnat. En saut a ski, il est deux fois champion hivernal et deux fois champion estival.
Après sa carrière sportive, il devient un juge de saut à ski dans les compétitions de la FIS et impliqué dans les instances du ski en Estonie. Il s'occupe de l'organisation des épreuves de la coupe du monde sur le site d'Otepää,. Il est le père de deux filles dont Margaret Markvardt (en), une des meilleures nageuses estoniennes.

## Palmarès

### Jeux olympiques
| Épreuve / Édition | Albertville 1992 | Lillehammer 1994 | Nagano 1998 |
| Individuel        | 23e              | 5e               | Non partant |
| Par équipes       | 9e               | 4e               | 11e         |

### Championnats du monde
| Épreuve / Édition | Val di Fiemme 1991 | Falun 1993 | Thunder Bay 1995 | Trondheim 1997 |
| Gundersen         | 31e                | Abandon    | Abandon          | 4e             |
| Par équipes       | 8e                 | 9e         | 10e              | 11e            |

### Coupe du monde
- Meilleur classement général : 17e en 1994.
- Meilleur résultat individuel : 8e.

#### Différents classements en Coupe du monde
| Année     | Classement général final |
| 1990-1991 | 32e                      |
| 1991-1992 | 30e                      |
| 1993-1994 | 17e                      |
| 1995-1996 | 34e                      |
| 1996-1997 | 47e                      |

### Coupe continentale
- Deux premières places, à Oberhof en janvier 1996 et à Schonach en février de la même année.
- Une deuxième place (Hinterzarten, février 1996)
- Deux troisièmes places (Garmisch-Partenkirchen, février 1996 et Klingenthal, janvier 1997)

### Championnats du monde junior
- Médaille de bronze par équipes en 1988 à Saalfelden.
- Médaille de bronze en individuel en 1989 à Vang.
- Médaille de bronze par équipes en 1989.